# Interconnector

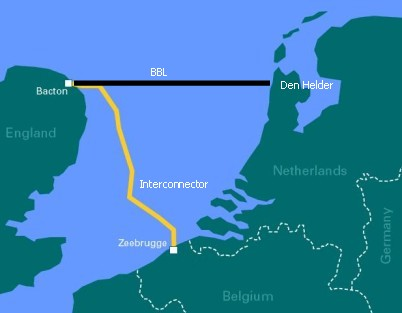
Verlauf der Interconnector-Pipeline zwischen Großbritannien und Belgien

Interconnector ist eine Erdgaspipeline-Verbindung zwischen Großbritannien und dem europäischen Kontinent. Betreiber ist die Gesellschaft Interconnector (UK) Ltd. in Großbritannien.
Diese Erdgaspipeline verläuft zwischen Bacton an der britischen Küste und Zeebrügge in Belgien. Seit Oktober 1998 in Betrieb wurde damit erstmals eine Verbindung zwischen dem britischen Gastransportsystem und dem kontinentaleuropäischen Leitungssystem geschaffen. Das über den Interconnector gelieferte Gas wird auf dem Zeebrugge Hub gehandelt.
Der Interconnector hat eine Länge von 235 km und einen Durchmesser von 40 Zoll (rund 100 cm). Bis zu 20 Milliarden Kubikmeter Erdgas pro Jahr können durch diese Pipeline von Großbritannien nach Belgien transportiert werden, 8,5 Milliarden Kubikmeter pro Jahr in die umgekehrte Richtung. Vier Erdgasverdichter mit einer Leistung von jeweils 28 Megawatt erzeugen einen Druck von 140 Bar.